# Deák-párt

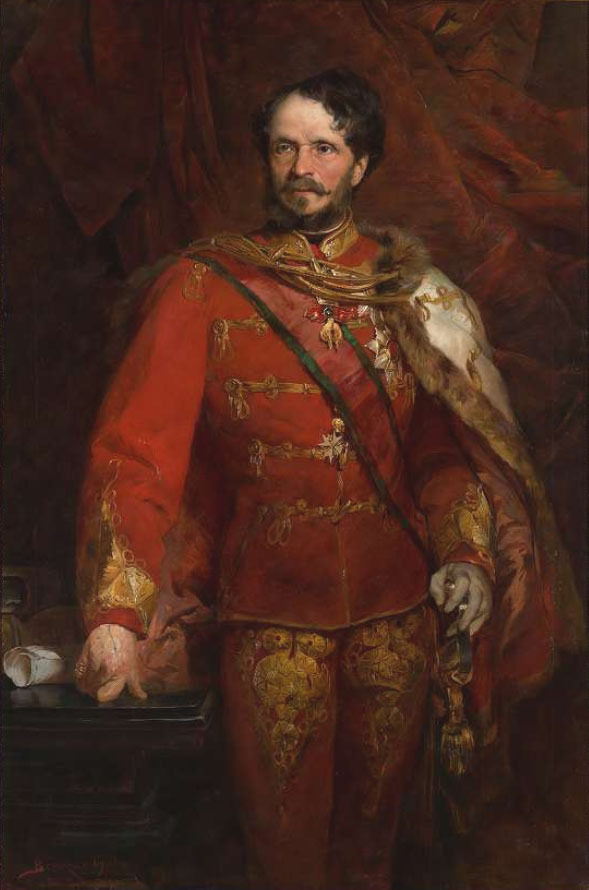
Gróf Andrássy Gyula portréja, Benczúr Gyula festménye

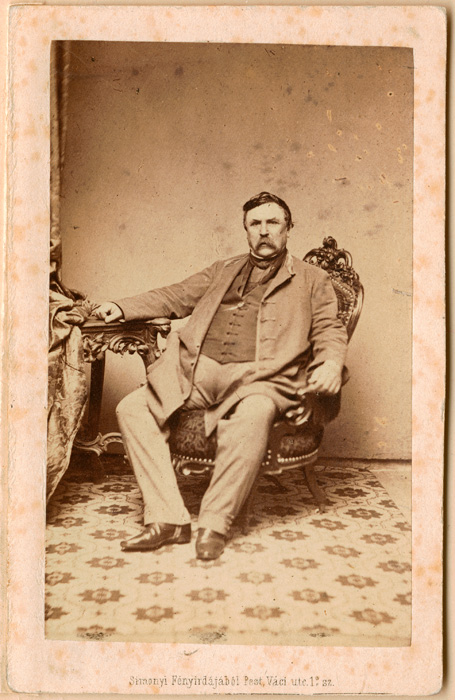
Deák Ferenc 1861-ben

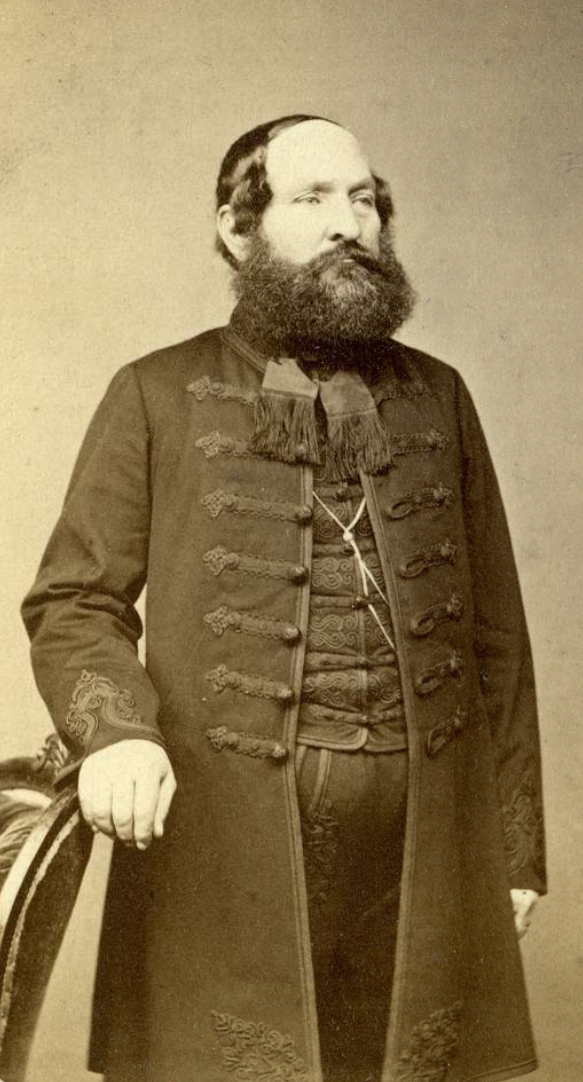
Lovászi és szentmargitai Sümeghy Ferenc (1819–1869) jogász, zalai földbirtokos, politikus, főszolgabíró, a Deák-párt egyik országgyűlési képviselője.

A Deák-párt név alatt az 1865-től (de facto 1867-től) 1875-ig hatalmon lévő politikai csoportosulást, a korábbi Felirati Pártot értjük, amelyet maga a kiegyezés megkötője, Deák Ferenc vezetett.

## Előzmények
Az 1861-es választásokra alakult ki a Felirati Párt, amely politikájában Ferenc Józsefet elfogadta uralkodónak de az ország függetlenségét megtartva szeretett volna egy demokratikus államot létrehozni a márciusi törvények alapján. A párt választási győzelmét követően azonnal konfliktusba került az uralkodóval, akinek szándékát, az októberi diplomát, illetve az abból eredő februári pátenst nem is fogadták el (amik összességében egy birodalmi alkotmányt alkottak volna), mivel azt a magyar szuverenitásra nézve mélyen sértően tartották. Ferenc József erre provizóriumot hirdetett és feloszlatta az Országgyűlést, amit 1865-ig nem is hívott össze. Ekkor Deák és köre ismét szervezkedésbe kezdtek, s hozzájuk csatlakozott még az arisztokrácia konzervatívabb, akkoriban összefoglalóan „47-eseknek” nevezett része is. Így együttesen ők alakították meg a Deák-pártot az 1865-ös választásokra.

## Kormányon
A Deák-párt tagjai élükön Deákkal 1865-ben jól ismerték fel a kor nyújtotta politikai lehetőségeket és Deák az 1865. április 16-án megjelent Pesti Naplóban egy cikkében (amit később „a húsvéti cikk” néven emlegettek) ügyes fogalmazással azt fejtegette, hogy a nemesség még mindig bízik a király igazságosságában, illetve kész tárgyalásos úton rendezni a helyzetet. Nem sokkal korábban Deák egy könyvet is írt, amiben a provizóriumot vezető Anton von Schmerling közjogi és politikai tévedéseit taglalta részletesen.
A porosz–osztrák–dán háború egyik következményeként gyorsan mérgesedő osztrák–porosz viszony háborúval fenyegetett, amiben Magyarország is akár részt vehetett volna Ausztria ellen. Ferenc József, hogy ezt elkerülje, Schmerlinget leváltotta, a februári pátenst felfüggesztette és ismét összehívta a magyar országgyűlést, egyúttal pedig azonnal tárgyalásokba kezdett Magyarország helyzetének rendezéséről a magyar nemességgel. Az ennek kapcsán kiírt 1865-ös választásokat a Deák-pártiak nyerték meg, akik ezután a kezükbe vették a tárgyalások irányítását magyar részről. 1866-ra Poroszország fel is mondta a Német Szövetséget, majd ki is tört a porosz–osztrák–olasz háború, ami Ausztria komoly katonai vereségével, minimális területvesztéssel és a Német Császárság megszületésével záródott. Az ily módon meggyengült Ausztriától a reméltnél is nagyobb engedményeket tudtak kicsikarni egy esetleges Ausztria elleni forradalom elkerüléséért cserébe. A pragmatica sanctióból levezetett és 1867-re megszületett osztrák–magyar kiegyezés a külügy és a hadügy (és az ehhez kapcsolódó pénzügyek) kivételével teljes önállóságot adott Magyarországnak saját ügyeiben, amiért cserébe az államszövetségben marad Ausztriával Ausztria–Magyarország (magyarosan: Osztrák–Magyar Monarchia) néven, melynek feje (és a hadsereg fővezére) továbbra is az osztrák császár, aki egyben a mindenkori magyar király is (amennyiben magyar királlyá koronázzák).
Az így felállított új magyar kormány első miniszterelnöke Deák ajánlására Andrássy Gyula lett, aki egészen az osztrák–magyar közös külügyminiszteri kinevezéséig, 1871-ig vezette Magyarországot. A 19. századi klasszikus liberalizmus értékelvei alapján kormányzó Andrássy-kormány 1868-ban sikeresen megkötötte a kiegyezést a horvátokkal, valamint részben rendezte a kisebbségek helyzetét is, illetve első törvényei között emancipálta az izraelitákat. A Deák és pártja valamint a kormány sikerei (a kiegyezés) és az ezekből eredő, az azt megelőző közel húsz évhez képest végbement gyors, látványos gyökeres és jó irányba történt változás borítékolták a Deák-párt győzelmét az 1869-es választásokon.
Andrássy lemondása után kisebb válságot élt meg a kormányzás, négy év alatt négy miniszterelnököt is elfogyasztott a párt. Az Andrássy-kormányt a Lónyay-kormány követte. Lónyay Menyhért az előző kabinet pénzügyminisztere volt és ugyan megnyerte az 1872-es választásokat, mégis még abban az évben lemondott. Őt követte Szlávy József 1872. december 5-én, aki Andrássy és Lónyay alatt (1870–1872 között) Földmívelés-, ipar-, és kereskedelemügyi miniszter volt, de hosszú karrier neki sem jutott; 1874 március 21-én távozott székéből. A Szlávy-kormány lemondása után Bittó István alakíthatta meg saját kormányát, ami megnyerte az 1875-ös választásokat, de másnap mégis lemondott, mert előző nap, március 1-jén az addig mérsékelten ellenzéki Balközép Párt és a Deák-párt hosszas egyeztetéseket követően Szabadelvű Párt néven egyesült, így az új miniszterelnököt, Wenckheim Bélát már az új párt ajánlhatta a királynak kinevezésre, aki kinevezését követően meg is alakította az első szabadelvű párti kormányt, a Wenckheim-kabinetet.

## Országgyűlési választási eredmények
| Választások | Szavazatok száma | Szavazatok aránya | Mandátumok száma | Mandátumok aránya | Parlamenti szerepe |
| ----------- | ---------------- | ----------------- | ---------------- | ----------------- | ------------------ |
| 1865-ös     | ?                | ?                 | 180              | 57,14%            | kormánypárt        |
| 1869-es     | ?                | ?                 | 235              | 55,95%            | kormánypárt        |
| 1872-es     | ?                | ?                 | 245              | 57,38%            | kormánypárt        |

## A Deák-párt legjelentősebb tagjai
- Kehidai Deák Ferenc (1803–1876) államférfi, politikus, „a haza bölcse”.
- idősebb csíkszentkirályi és krasznahorkai gróf Andrássy Gyula (1823–1890) a Magyar Királyság miniszterelnöke, külügyminisztere.
- vásárosnaményi báró Eötvös József (1813–1871) jogász, író, a Batthyány-kormány, majd az Andrássy-kormány vallás- és közoktatásügyi minisztere.
- okányi és érkenézi Szlávy József (1818–1900) magyar ügyvéd, bányamérnök, politikus, több kormány minisztere, magyar miniszterelnök.
- Trefort Ágoston (1817–1888) magyar művelődéspolitikus, reformer, publicista, közoktatási és vallásügyi miniszter, az MTA elnöke.
- szlavoviczi Klauzál Gábor (1804–1866) reformkori magyar politikus, miniszter.
- Klapka György (1820–1892) honvédtábornok, helyettes hadügyminiszter.
- cselfalvi és lubóczi Pulszky Ferenc (1814–1897) politikus, régész, műgyűjtő, az MTA tagja.
- gáttájai Gorove István (1819–1881) politikus, miniszter, közgazdász, valóságos belső titkos tanácsos.
- magyargyerőmonostori báró Kemény Zsigmond (1814–1875) magyar író, publicista, politikus.
- lovászi és szentmargitai Sümeghy Ferenc (1819–1869) jogász, politikus, főszolgabíró, országgyűlési képviselő.
- Királyi Pál (1821–1892) magyar publicista, politikus.